# یاس تپه
یاس تپه مربوط به هزاره اول قبل از میلاد است و در علی‌آباد، ۱ کیلومتری غرب شهر واقع شده و این اثر در تاریخ ۲۳ فروردین ۱۳۴۶ با شمارهٔ ثبت ۷۳۶ به‌عنوان یکی از آثار ملی ایران به ثبت رسیده است.